# Obscure
Obscure, i marknadsföringssammanhang stavar man spelets namn ObsCure, är ett överlevnadsspel, utvecklat av Hydravision Entertainment och utgivet av DreamCatcher Interactive i Nordamerika, Ubisoft i Kina och MC2-Microïds i övriga regioner för PC, PlayStation 2 samt Xbox. Det släpptes 1 oktober 2004 i Europa och 6 april 2005 i Nordamerika.

## Omdömen
| Mottagande                         | Mottagande                               |
| Recensionsbetyg                    | Recensionsbetyg                          |
| Publikation                        | Betyg                                    |
| ---------------------------------- | ---------------------------------------- |
| Computer and Video Games           | [ 3 ]                                    |
| Eurogamer                          | 7/10                                     |
| Game Informer                      | 6/10 (PS2), 6/10 (Xbox)                  |
| Gamespot                           | 6.1/10 (PC), 6.4/10 (PS2), 6.4/10        |
| Gamespy                            | (Xbox)                                   |
| Gamezone                           | 6.7/10 (PC), 6/10 (PS2), 6.7/10 (Xbox)   |
| IGN                                | 7.6/10 (PS2), 7.6/10 (Xbox)              |
| Official PlayStation Magazine (US) | [ 13 ]                                   |
| Official Xbox Magazine             | 5.5/10                                   |
| PC Gamer US                        | 78%                                      |
| Detroit Free Press                 | (PS2)                                    |
| The Sydney Morning Herald          | (PC), (PS2), (Xbox)                      |
| Metacritic                         | 63/100 (PC), 65/100 (PS2), 66/100 (Xbox) |

Spelet fick blandad kritik på de plattformar som det släpptes på enligt webbsidan Metacritic.

## Uppföljare
Obscure II utspelar sig två år efter händelserna på Leafmore High. De överlevande eleverna går nu på college och lever normala liv. De upptäcker en konstig växt på campus och flera saker börjar urarta. Spelet släpptes till Microsoft Windows, PlayStation 2, Wii och PlayStation Portable.
Ytterligare ett spel släpptes med titeln Final Exam, vilket är en spinoff av spelserien. Final Exam släpptes till PlayStation Network, Xbox Live och Microsoft Windows år 2013.
År 2016 lanserades både ObsCure och ObsCure II på Steam, med tillhörande Steam-prestationer, topplistor och diskussionssidor. Av rättighetsskäl har versionen på Steam inte med musik från musikgruppen Sum 41.